# Алфред Сисле
Алфред Сисле (на английски: Alfred Sisley), 1839 – 1899) е френски живописец-пейзажист от английски произход, представител на импресионизма.

## Биография
Роден е на 30 октомври 1839 г. в Париж в семейството на англичаните Уилям Сисле и Фелиция Сел. През 1857 г. родителите му го изпращат в Лондон да се обучава за търговец, но младият Сисле предпочита да се занимава с живопис и през 1862 г. се връща в Париж. След завръщането си постъпва в школата на Шарл Глейр, където се сближава с Клод Моне, Реноар и Базил, заедно с които скоро образуват кръгът на импресионистите. Най-голямо влияние върху творчеството му оказват британските художници Джоузеф Търнър, Джон Констабъл и Ричард Парк Бонингтън, а също и французите Камий Коро и Гюстав Курбе.
През 1866 г. Сисле се жени за Мари Йожени Лекуезек – и от този брак има 3 деца. Семейният портрет на семейство Сисле е рисуван през 1868 г. от приятеля на семейството Огюст Реноар.
Студентски работи на Сисле не са запазени. Ранният му период се характеризира с въздушни и хармонични пейзажи. Към 1885 г. в стила му на работа се засилват елементите на декоративизма.
Сисле умира на 29 януари 1899 г. на 59 години в градчето Море сюр Лоан, близо до Фонтенбло, няколко месеца след смъртта на жена си.

## Творби
- Le chemin de la Machine, 1873
- Регатите в Молеси, 1874
- Лодка при наводнение, 1876
- Наводнението в Порт Марли, 1876
- Снежно време във Вено Надон, 1880
- Сняг в Лувесиен, 1878
- Околностите на Лувесиен, 1876
- Курортът Лангланд Бей в Уелс, 1897